# Orange Caramel
Orange Caramel (hangul: 오렌지캬라멜) foi a primeira subunidade do grupo feminino sul-coreano After School. Era composta por três integrantes: Nana, Raina e Lizzy. Seu conceito é descrito como leve, doce e nonsense (em português:  sem sentido). Sua estreia oficial ocorreu em 16 de junho de 2010 com o lançamento do extended play Magic Girl e do single homônimo .

## Biografia

### 2010: Debut com Primeiro Mini-Albúm e Segundo Mini-Albúm
No dia 31 de Maio de 2010, a Pledis Entertainment anunciou que o After School iria promover com dois subunidades, com três integrantes, e uma cantora solo. UEE não participaria devido às promoções do drama. A primeira subunidade criada foi o Orange Caramel. A Pledis Entertainment divulgou separadamente as integrantes que fariam parte do tal subunidade, revelando Nana, Raina e Lizzy, respectivamente. O trio lançou seu mini-álbum Orange Caramel The First Mini Album contendo 4 faixas.
No dia 16 de junho de 2010 elas debutaram com o single Magic Girl e no dia 21 lançaram seu primeiro mini-álbum. O álbum foi um enorme sucesso, chegando a posição #2 na parada da Gaon.
O mini-álbum foi lançado em Taiwan, onde se incluiu uma versão em mandarim de The Day You Went Away, que é um cover de Cyndi Wang e originalmente pela M2M.
Em 18 de novembro de 2010, eles lançaram o segundo álbum Mini com a faixa principal, Aing~♡. O álbum alcançou a posição # 9 no  Gaon e o primeiro single, Aing~♡ , alcançou a posição # 4. O segundo single lançado do álbum, Still ... alcançou a posição # 42.

### 2011-2012:Bangkok city,Shangai Romance, Estreia no Japão eLipstick
Em 30 de março de 2011, o grupo lançou Bangkok City como parte de seu projeto One Ásia . O single alcançou a posição # 1, sendo assim o mais bem sucedido single do grupo. Orange Caramel continuou o One Ásia com o lançamento de Shanghai Romance em 13 de outubro de 2011, que alcançou a posição # 3 no Gaon.
Em 2012 o single Shangai Romance foi regravado em japonês como faixa bônus do primeiro álbum  japonês do After School Playgirlz.
Orange Caramel estreou no Japão em 5 de setembro de 2012 com a canção "Yasashii Akuma(My Sweet Devil)" e o Mini-Albúm de mesmo nome. Elas voltaram para a córeia e em 12 de setembro lançaram seu 1° Álbum de estúdio Lipstick, Em 23 de outubro de 2012, Orange Caramel lançou o single "Lipstick DJ Remix", Consistia em dois remixes de "Lipstick" dos DJs Vodge Diper e Hanmin. O remix de Vodge Diper foi usado subseqüentemente em suas performances de TV ao vivo.

### 2013: Primeiro álbum de estúdio Japonês e Lançamento do Livro
O primeiro álbum de estúdio japonês do grupo, Orange Caramel , foi lançado em 13 de março de 2013. Ele incluiu seus singles japoneses anteriores e versões japonesas de seus singles coreanos, bem como algumas novas músicas.
Em 9 de maio de 2013, a Orange Caramel lançou uma colaboração com a banda indie de 10cm . O single é um remake de 10 cm "Hug Me" (H 줘요) e faz parte do projeto "Re; code" da LOEN Entertainment . Em julho de 2013, a Orange Caramel lançou o livro Youth Travel (Youth 여행) , que contém pequenos ensaios e fotos do grupo que visitou Seul e Jeonju .

### 2014-2019: Catallena, Abing Abing, My Copycat, saída de Lizzy da PLEDIS e do After School
O terceiro single de Orange Caramel, " Catallena ", foi lançado em 12 de março. No vídeo da música, o grupo aparece como sereias antes de se transformar em diferentes tipos de sushi. A música tem uma batida de disco inspirada em Bollywood e mostra uma música folclórica do Punjabi . O único pico no No. 5 no gráfico de Gaón álbum e No. 6 no gráfico digitais, bem como No. 4 sobre avisos de K-Pop Hot 100 . "Abing Abing" foi lançado em 20 de maio.  A música foi usada para promover a nova linha de sorvete de Baskin Robbins, ou patbingsu , uma sobremesa coreana de gelo raspado. No final de 2014, era o número 12 na lista da Billboard das 20 melhores músicas do K-pop do ano.
Em 18 de agosto de 2014, o quarto single de Orange Caramel, "My Copycat" (N 처럼 해봐요 ; Nacheoreom Haebwayo , lit. "Do it Like Me") foi lançado. O tema do videoclipe é baseado em Where's Waldo? e faz com que os espectadores encontrem os membros do Orange Caramel em cenas diferentes, bem como identifiquem as diferenças entre cenas similares lado-a-lado. Foi dirigido pela dupla de produção de vídeo, Digipedi, que já havia trabalhado com o grupo em "Catallena" e "Lipstick". O single atingiu o 8º lugar na parada de álbuns de Gaon e o 19º na parada digital. Um videoclipe para a faixa B-side "The Gangnam Avenue" Mais tarde naquele mês, o grupo lançou seu primeiro single da trilha sonora, "Tonight", para a série de televisão It's Okay, That's Love.
Em Agosto de 2017 Raina disso o seguinte ao ser interrogada sobre o Orange Caramel :
“As pessoas me perguntam muito sobre isso [Orange Caramel], eu gostaria de estar gravando algo mas tem muitos artistas novos na empresa. Até gravamos coisas novas, mas a agência decidiu buscar algo melhor para o grupo e simplesmente foram adiando.
Nós também ficamos mais velhas, e acho que a agência se pergunta se é o melhor para nós continuar com a imagem do Orange Caramel. […]
A música tem que ser boa… mas também poderosa. Essa é a identidade do Orange Caramel. Nós acreditamos que, se for para fazer algo apenas “bonito”, é melhor nem lançar. Mas é difícil acharmos esse tipo de som”
Mas nada foi oficializado sobre dissolução da UNIT.
Em 1º de maio de 2018, a Pledis Entertainment anunciou que Lizzy havia deixado a After School, devido ao término de seu contrato.  No entanto, eles mais tarde esclareceram que ela não havia deixado Orange Caramel, e que se a oportunidade surgisse no futuro, a sub-unidade ainda lançaria músicas como três membros.
No dia 27 de dezembro de 2019, Raina deixou a Pledis Entertainment.

## Integrantes
- Raina (hangul: 레이나), nascida Oh Hye-rin (hangul: 오혜린) em 7 de maio de 1989 (35 anos) em Ulsan, Gyeongsang do Norte, Coreia do Sul.
- Nana (hangul: 나나), nascida Lim Jin-ah (hangul: 임진아) em 14 de setembro de 1991 (33 anos) em Cheongju, Chungcheong do Norte, Coreia do Sul.
- Lizzy (hangul: 리지), nascida Park Soo-young (hangul: 박수영) em 31 de julho de 1992 (28 anos) em Busan, Coreia do Sul.

## Discografia

### Álbuns

#### Álbuns de Estúdio
| Título                                                                                | Detalhes do álbum | Melhores posições nas paradas | Melhores posições nas paradas | Vendas                       |
| Título                                                                                | Detalhes do álbum | KOR                           | JPN                           | Vendas                       |
| Coreano                                                                               | Coreano | Coreano                       | Coreano                       | Coreano                      |
| ------------------------------------------------------------------------------------- | --- | ----------------------------- | ----------------------------- | ---------------------------- |
| Lipstick                                                                              | - Formatos: CD, download digital - Lançamento: 12 de setembro de 2012 - Gravadora: Pledis Entertainment Lista de Faixas 1. "Bubble Bath" 2. "Milkshake" (밀크쉐이크) 3. "Lipstick" (립스틱) 4. "A~ing♡" (아잉♡) 5. "Magic Girl" (마법소녀; Mabeopsonyeo) 6. "Not Yet..." (아직…; Ajik...) (Raina solo) 7. "Superwoman" (Raina solo featuring Choi Seung Cheol of Seventeen) 8. "One Love" 9. "Shanghai Romance" (샹하이 로맨스) 10. "Clara's Dream" (클라라의 꿈; Keullaraui Kkum) (Lizzy solo) 11. "Close Your Eyes" (눈을 감아; Nuneul Gama) (Nana solo) 12. "Love Does Not Wait" (사랑을 미룰 순 없나요; Sarangeul Irul Sun Eopsnayo) (Raina solo) 13. "Bangkok City" (방콕시티) (2012 New Recording) | 3                             | 92                            | - KOR: 15.324+ - JPN: 2.187+ |
| Japonês                                                                               | |                               |                               |                              |
| Orange Caramel                                                                        | - Formatos: CD, download digital - Lançamento: 13 de março de 2013 - Gravadora: Avex Trax Lista de Faixas 1. "A~ing♡" (アイン♡)(Japanese Version) 2. "Magic Girl" (魔法少女)(Japanese Version) 3. "Cookies, Cream & Mint" (クッキークリーム&ミン) 4. "Bangkok City" (Japanese Version) 5. "Lipstick" (Japanese Version) 6. "The Angel's Wink" (天使のウィンク) 7. "Lamu no Love Song" (ラムのラブソング) 8. "My Sweet Devil" (やさしい悪魔) 9. "Shanghai Romance" (上海ロマンス)(Japanese version) 10. "Red Shoes" (赤いくつ) -DVD (Version A): MUSIC VIDEO COLLECTION- 1. "Cookies, Cream & Mint" (クッキークリーム&ミント) 2. "Lamu no Love Song" (ラムのラブソング) 3. "Lipstick" (Japanese Version) 4. "My Sweet Devil" (やさしい悪魔) 5. "Bangkok City" (Original Version) 6. "Shanghai Romance" (上海ロマンス)(Original Version) 7. "A-ing" (アイン□)(Original Version) 8. "Magic Girl" (魔法少女)(Original Version) 9. "Cookies, Cream & Mint" (クッキークリーム&ミント)(Dance Edit Version) 10. "Cookies, Cream & Mint" (クッキークリーム&ミント)(Making Movie) -DVD (Version B)- 1. "Orange Caramel Returns" (「オレキャラチャンネルRETURNS!! ～ワタシを♡♡♡につれてって～」) 2. "Orange Caramel Returns" (オレキャラチャンネル MAKING&未公開映像)(Making Movie) -Bonus tracks (Version C)- 1. "Sleeping Forest" (眠れる森)(Nana Solo) 2. "Sour Grapes" (すっぱい葡萄)(Lizzy Solo) 3. "Meteor and Piercing" (流星とピアス)(Raina Solo)) | —                             | 21                            | - JPN: 7.732+                |
| "—" denota lançamentos que não apareceram nos charts ou não foram lançadas na região. | |                               |                               |                              |

#### Mini-Álbuns
| The First Mini Album                                                                  | - Formatos: CD, download digital - Lançamento: 17 de junho de 2010 - Gravadora: Pledis Entertainment, KT Music Lista de Faixas 1. "Mabeop Sonyeo" (마법소녀(魔法少女); Magic Girl) 2. "Sarangeul Mirul Sun Eomnayo" (사랑을 미룰 순 없나요; Love Does Not Wait) (Raina Solo) 3. "Mabeop Sonyeo (inst)" (마법소녀(魔法少女)) 4. "Sarangeul Mirul Sun Eomnayo (inst)" (사랑을 미룰 순 없나요) 5. "The Day You Went Away" (Taiwan Press Only) | 2  | - KOR: 3.257+ |
| The Second Mini Album                                                                 | - Formatos: CD, download digital - Lançamento: 18 de novembro de 2010 - Gravadora: Pledis Entertainment, LOEN Entertainment Lista de Faixas 1. "Aing♡" (아잉♡) 2. "One love" 3. "Ajig..." (아직…; Yet...) (Raina solo) 4. "Igose Seoseo" (이곳에 서서; Standing Here) 5. "Aing♡ (Inst.)" (아잉♡) | 10 | - KOR: 4.986+ |
| "—" denota lançamentos que não apareceram nos charts ou não foram lançadas na região. | |    |               |

#### Álbuns de Compilação
| Because of You                                                                        | - Formatos: download digital - Lançamento: 06 de abril de 2012 - Gravadora: Pledis Entertainment Lista de Faixas 1. "Orange Caramel (Instrumental)" 2. "Orange Caramel" 3. "Because of You" (cover de Kelly Clarkson) 4. "Funny Hunny (Instrumental)" 5. "Funny Hunny" 6. "Here Standing" 7. "Magic" 8. "Magic Girl" 9. "One Love" 10. "Shanghai Romance" 11. "What Shoul I Do" 12. "Yet..." | — | - KOR: |
| "—" denota lançamentos que não apareceram nos charts ou não foram lançadas na região. | |   |        |

### Singles
| Título                                                                                | Ano     | Melhores posições nas paradas | Melhores posições nas paradas | Melhores posições nas paradas | Melhores posições nas paradas | Melhores posições nas paradas | Vendas                                   | Álbum                             |
| Título                                                                                | Ano     | KOR Gaon Digital              | KOR Gaon Album                | KOR Billboard                 | JPN Oricon                    | JPN Billboard                 | Vendas                                   | Álbum                             |
| Coreano                                                                               | Coreano | Coreano                       | Coreano                       | Coreano                       | Coreano                       | Coreano                       | Coreano                                  | Coreano                           |
| ------------------------------------------------------------------------------------- | ------- | ----------------------------- | ----------------------------- | ----------------------------- | ----------------------------- | ----------------------------- | ---------------------------------------- | --------------------------------- |
| "Magic Girl" (마법소녀)                                                               | 2010    | 18                            | —                             | —                             | —                             | —                             | - KOR: 1.488.907 (DL)                    | The First Mini Album              |
| "A-ing♡"                                                                              | 2010    | 5                             | —                             | —                             | —                             | —                             | - KOR: 958.319 (DL)                      | The Second Mini Album             |
| "Bangkok City"                                                                        | 2011    | 3                             | 3                             | —                             | —                             | —                             | - KOR: 7.966+ (CD) - KOR: 1.789.391 (DL) | Bangkok City                      |
| "Shanghai Romance"                                                                    | 2011    | 8                             | 6                             | 7                             | —                             | —                             | - KOR: 8.084+ (CD) - KOR: 1.688.047 (DL) | Shanghai Romance                  |
| "Funny Hunny"                                                                         | 2011    | 8                             | —                             | 10                            | —                             | —                             | - KOR: 980.911 (DL)                      | Cho Young Soo's All Star 2011     |
| "Lipstick"                                                                            | 2012    | 5                             | —                             | 2                             | —                             | —                             | - KOR: 1.797.110 (DL)                    | Lipstick                          |
| "Lipstick DJ Remix"                                                                   | 2012    | —                             | —                             | —                             | —                             | —                             |                                          | Single Sem-Álbum                  |
| "Dashing Through the Snow in High Heels" (흰눈 사이로 하이힐 타고) (featuring NU'EST) | 2012    | 25                            | —                             | 16                            | —                             | —                             | - KOR: 212.196 (DL)                      | Single Sem-Álbum                  |
| "Hug Song" (안아줘요) (com 10cm)                                                      | 2013    | 14                            | —                             | 12                            | —                             | —                             | - KOR: 267.340 (DL)                      | Re;code Episode IV                |
| "Catallena"                                                                           | 2014    | 6                             | 5                             | 4                             | —                             | —                             | - KOR: 7.907+ (CD) - KOR: 1.011.000 (DL) | Catallena                         |
| "Abing Abing"                                                                         | 2014    | 18                            | —                             | 19                            | —                             | —                             | - KOR: 197.141 (DL)                      | Single Sem-Álbum                  |
| "My Copycat" (나처럼 해봐요)                                                          | 2014    | 19                            | 8                             | —                             | —                             | —                             | - KOR: 6.212+ (CD) - KOR: 243.813 (DL)   | My Copycat                        |
| "Tonight"                                                                             | 2014    | —                             | —                             | —                             | —                             | —                             | - KOR: 21.945 (DL)                       | It's Okay, That's Love OST Part 8 |
| Japonês                                                                               |         |                               |                               |                               |                               |                               |                                          |                                   |
| "Yasashii Akuma"                                                                      | 2012    | —                             | —                             | —                             | 10                            | 23                            | - JPN: 13.739+ (CD)                      | Orange Caramel                    |
| "Lipstick / Lamu no Love Song"                                                        | 2012    | —                             | —                             | —                             | 12                            | 96                            | - JPN: 12.235+ (CD)                      | Orange Caramel                    |
| "—" denota lançamentos que não apareceram nos charts ou não foram lançadas na região. |         |                               |                               |                               |                               |                               |                                          |                                   |

### Outras Canções nas paradas
| "Love Does Not Wait" (사랑을 미룰 순 없나요)                                          | 2010 | 192 | —  | The First Mini Album  |
| "Not Yet..." (아직...)                                                                | 2010 | 74  | —  | The Second Mini Album |
| "Close Your Eyes" (눈을 감아)                                                         | 2011 | 145 | —  | Lipstick              |
| "Milkshake"                                                                           | 2012 | 198 | —  | Lipstick              |
| "So Sorry"                                                                            | 2014 | 106 | 52 | Catallena             |
| "Cry" (미친 듯이 울었어)                                                              | 2014 | 118 | 54 | Catallena             |
| "—" denota lançamentos que não apareceram nos charts ou não foram lançadas na região. |      |     |    |                       |

### Outras Aparições
| Título                                             | Ano  | Álbum                                                      |
| -------------------------------------------------- | ---- | ---------------------------------------------------------- |
| "How Are You" (어떤가요)                           | 2011 | Happy Pledis 2012: Love Letter                             |
| "Jagiya" (자기야)                                  | 2014 | Immortal Songs: Singing the Legend (Family Special)        |
| "Ulleungdo Twist" (울릉도 트위스트) (com Jo Se-ho) | 2014 | Immortal Songs: Singing the Legend (Summer Special Vol. 1) |
| "Na Eotteokhae" (나 어떡해)                        | 2014 | Immortal Songs: Singing the Legend (Summer Special Vol. 2) |

### Videoclipes
| Título                      | Ano     | Diretor(es)  | Ref.    |
| Coreano                     | Coreano | Coreano      | Coreano |
| --------------------------- | ------- | ------------ | ------- |
| "Magic Girl"                | 2010    | —            |         |
| "A~ing♡"                    | 2010    | —            |         |
| "Bangkok City"              | 2011    | Lee Il-Hwan  | [ 13 ]  |
| "Shanghai Romance"          | 2011    | —            |         |
| "Funny Hunny"               | 2011    | —            |         |
| "Funny Hunny" (Studio ver.) | 2011    | —            |         |
| "Lipstick"                  | 2012    | Digipedi     | [ 14 ]  |
| "Catallena"                 | 2014    | Digipedi     | [ 15 ]  |
| "Abing Abing"               | 2014    | —            |         |
| "My Copycat"                | 2014    | Digipedi     |         |
| "The Gangnam Avenue"        | 2014    | —            |         |
| Japonês                     |         |              |         |
| "My Sweet Devil"            | 2012    | Wataru Saito | [ 16 ]  |
| "Lipstick"                  | 2012    | Digipedi     | [ 17 ]  |
| "Lamu no Love Song"         | 2012    | Wataru Saito | [ 16 ]  |
| "Cookies, Cream & Mint"     | 2013    | Wataru Saito | [ 18 ]  |

## Prêmios e indicações

### Seoul Music Awards
| Ano  | Categoria              | Recipiente     | Resultado |
| ---- | ---------------------- | -------------- | --------- |
| 2012 | Prêmio Principal       | Orange Caramel | Indicado  |
| 2012 | Prêmio de Popularidade | Orange Caramel | Indicado  |
| 2013 | Prêmio Principal       | "Lipstick"     | Indicado  |
| 2013 | Prêmio de Popularidade | "Lipstick"     | Indicado  |

### MelOn Music Awards
| Ano  | Categoria     | Recipiente  | Resultado |
| ---- | ------------- | ----------- | --------- |
| 2014 | Melhor Canção | "Catallena" | Indicado  |

### SBS MTV Best of the Best
| Ano  | Categoria                | Recipiente     | Resultado |
| ---- | ------------------------ | -------------- | --------- |
| 2012 | Melhor Vídeo Cômico      | "Lipstick"     | Venceu    |
| 2012 | Melhor Rival (vs Secret) | Orange Caramel | Indicado  |

### Korean Visual Arts Festival
| Ano  | Categoria         | Recipiente     | Resultado |
| ---- | ----------------- | -------------- | --------- |
| 2010 | Prêmio Fotogênica | Orange Caramel | Venceu    |

### Billboards Girl Group Week
| Ano  | Categoria                       | Recipiente     | Resultado |
| ---- | ------------------------------- | -------------- | --------- |
| 2014 | Grupo Femenino Mais Subestimado | Orange Caramel | Indicado  |
| 2015 | Grupo Femenino Mais Subestimado | Orange Caramel | Venceu    |

### MTN Broadcast Advertising Award Ceremony
| Ano  | Categoria               | Recipiente     | Resultado |
| ---- | ----------------------- | -------------- | --------- |
| 2014 | The Women CM Star Award | Orange Caramel | Venceu    |